# Montagne Merrill
Montagne Merrill är ett berg i Kanada.   Det ligger i provinsen Québec, i den sydöstra delen av landet, 400 km öster om huvudstaden Ottawa. Toppen på Montagne Merrill är 1 012 meter över havet, eller 388 meter över den omgivande terrängen. Bredden vid basen är 7,9 km.
Terrängen runt Montagne Merrill är huvudsakligen kuperad. Trakten runt Montagne Merrill är nära nog obefolkad, med mindre än två invånare per kvadratkilometer.. Närmaste större samhälle är Lac-Mégantic, 19,2 km nordväst om Montagne Merrill. 
I omgivningarna runt Montagne Merrill växer i huvudsak blandskog.